# Michael Sandberg
Michael Graham Ruddock Sandberg, baron Sandberg, (31 mai 1927 - 2 juillet 2017) est président exécutif de la Hongkong and Shanghai Banking Corporation de 1977 à 1986.

## Biographie
Sandberg est né dans le Surrey et fait ses études à la St Edward's School d'Oxford. En 1945, il rejoint l'armée et est nommé sous-lieutenant dans le Royal Armored Corps en 1946, et est promu lieutenant en novembre 1947. Il se porte ensuite volontaire pour rejoindre l'armée indienne. Après l'indépendance de l'Inde, il rejoint les First King's Dragoon Guards en janvier 1949.
En 1949, il rejoint la Hongkong and Shanghai Banking Corporation, devenant président-directeur général en 1977. Au cours de sa présidence, la banque connait une expansion internationale substantielle, en acquérant une participation de 51 % dans Marine Midland Bank aux États-Unis d'Amérique, en créant la Hongkong Bank of Canada en 1981 et la HongkongBank of Australia Limited en 1986. En tant que président, Sandberg est responsable de la construction du bâtiment principal HSBC à Central, Hong Kong, qui est à l'époque le bâtiment le plus cher jamais construit au monde. Ayant été nommé Officier de l'Ordre de l'Empire britannique (OBE) en 1977 et promu Commandeur (CBE) en 1982, à sa retraite, il reçoit le titre de chevalier pour « services publics à Hong Kong ». Le 2 octobre 1997, il est créé pair à vie à la Chambre des lords comme baron Sandberg de Passfield dans le comté de Hampshire. Il prend sa retraite de la Chambre le 8 mai 2015. Il est décédé le 2 juillet 2017 à l'âge de 90 ans.